# Lux (Saône-et-Loire)
Lux é uma comuna francesa na região administrativa de Borgonha-Franco-Condado, no departamento de Saône-et-Loire. Estende-se por uma área de 6,18 km². Em 2010 a comuna tinha 2 081 habitantes (densidade: 336,7 hab./km²).